# 2024 w filmie
Wydarzenia filmowe w 2024 roku.

2024 w filmie to 136. rok w historii kinematografii.

## Wydarzenia
- 7 stycznia – 81. ceremonia wręczenia Złotych Globów[1]
- 15–25 lutego – 74. Międzynarodowy Festiwal Filmowy w Berlinie[2]
- 17 lutego – 51. ceremonia wręczenia nagród Annie[3]
- 18 lutego – 77. ceremonia wręczenia nagród Brytyjskiej Akademii Filmowej[4]
- 23 lutego – 49. ceremonia wręczenia Cezarów[5]
- 24 lutego – 30. ceremonia wręczenia nagród Gildii Aktorów Ekranowych[6]
- 25 lutego – 39. ceremonia wręczenia Independent Spirit Awards[7]
- 4 marca – 26. ceremonia wręczenia Orłów[8]
- 9 marca – 44. rozdanie nagród Złotych Malin[9]
- 10 marca – 96. ceremonia wręczenia Oscarów[10]
- 14–25 maja – 77. Międzynarodowy Festiwal Filmowy w Cannes[11]
- 28 sierpnia–7 września – 81. Międzynarodowy Festiwal Filmowy w Wenecji[12]
- 23–28 września – 49. Festiwal Polskich Filmów Fabularnych w Gdyni
- 7 grudnia – 37. ceremonia wręczenia Europejskich Nagród Filmowych

## Premiery kinowe
| Miesiąc     | Data                 | Tytuł                                                               | Kraj pochodzenia   | Reżyseria                                             |
| ----------- | -------------------- | ------------------------------------------------------------------- | ------------------ | ----------------------------------------------------- |
| STYCZEŃ     | 5 stycznia 2024      | Akademia pana Kleksa                                                | Polska             | Maciej Kawulski                                       |
| STYCZEŃ     | 5 stycznia 2024      | Gwiezdne morze                                                      | Belgia             | Domien Huyghe                                         |
| STYCZEŃ     | 5 stycznia 2024      | Matka siedzi z tyłu                                                 | Islandia           | Hilmar Oddsson                                        |
| STYCZEŃ     | 5 stycznia 2024      | Operacja Napoleon                                                   | Islandia           | Óskar Thór Axelsson                                   |
| STYCZEŃ     | 5 stycznia 2024      | Pierwszy gol                                                        | Stany Zjednoczone  | Taika Waititi                                         |
| STYCZEŃ     | 5 stycznia 2024      | Wyfrunięci                                                          | Stany Zjednoczone  | Benjamin Renner                                       |
| STYCZEŃ     | 5 stycznia 2024      | Zaćmiony                                                            | Stany Zjednoczone  | Jonathan del Val                                      |
| STYCZEŃ     | 12 stycznia 2024     | Fuks 2                                                              | Polska             | Maciej Dutkiewicz                                     |
| STYCZEŃ     | 12 stycznia 2024     | Mój brat robot                                                      | Dania              | Frederik Meldal Nørgaard                              |
| STYCZEŃ     | 12 stycznia 2024     | Piep*zyć Mickiewicza                                                | Polska             | Sara Bustamante-Drozdek                               |
| STYCZEŃ     | 12 stycznia 2024     | Powstaniec 1863                                                     | Polska             | Tadeusz Syka                                          |
| STYCZEŃ     | 12 stycznia 2024     | Pszczelarz                                                          | Wielka Brytania    | David Ayer                                            |
| STYCZEŃ     | 12 stycznia 2024     | Totem                                                               | Meksyk             | Lila Avilés                                           |
| STYCZEŃ     | 12 stycznia 2024     | Wyspa Puffinów. Nowi przyjaciele                                    | Wielka Brytania    | Jeremy Purcell                                        |
| STYCZEŃ     | 19 stycznia 2024     | Będzie lepiej                                                       | Francja            | Olivier Nakache i Éric Toledano                       |
| STYCZEŃ     | 19 stycznia 2024     | Biedne istoty                                                       | Wielka Brytania    | Jorgos Lantimos                                       |
| STYCZEŃ     | 19 stycznia 2024     | La chimera                                                          | Włochy             | Alice Rohrwacher                                      |
| STYCZEŃ     | 19 stycznia 2024     | Chłopiec i czapla                                                   | Japonia            | Hayao Miyazaki                                        |
| STYCZEŃ     | 19 stycznia 2024     | Ekipa z dżungli. Misja ratunkowa                                    | Francja            | Laurent Bru i Yannick Moulin                          |
| STYCZEŃ     | 19 stycznia 2024     | Pies i Robot                                                        | Hiszpania          | Pablo Berger                                          |
| STYCZEŃ     | 26 stycznia 2024     | Baby Boom czyli kogel-mogel 5                                       | Polska             | Anna Wieczur-Bluszcz                                  |
| STYCZEŃ     | 26 stycznia 2024     | Dwie minuty do piekła                                               | Wielka Brytania    | Alberto Corredor                                      |
| STYCZEŃ     | 26 stycznia 2024     | Kos                                                                 | Polska             | Paweł Maślona                                         |
| STYCZEŃ     | 26 stycznia 2024     | Przesilenie zimowe                                                  | Stany Zjednoczone  | Alexander Payne                                       |
| STYCZEŃ     | 27 stycznia 2024     | Narodziny bogów: Królestwo burz                                     |                    | Wuershan                                              |
| LUTY        | 2 lutego 2024        | Argylle – Tajny szpieg                                              | Wielka Brytania    | Matthew Vaughn                                        |
| LUTY        | 2 lutego 2024        | Cudowny chłopak. Biały ptak                                         | Stany Zjednoczone  | Marc Forster                                          |
| LUTY        | 2 lutego 2024        | Dziewczyna influencera                                              | Polska             | Szymon Gonera                                         |
| LUTY        | 2 lutego 2024        | Katak. Podwodna przygoda                                            | Kanada             | Christine Dallaire-Dupont i Nicola Lemay              |
| LUTY        | 2 lutego 2024        | Obsesja                                                             | Stany Zjednoczone  | Todd Haynes                                           |
| LUTY        | 2 lutego 2024        | Pieśni ziemi                                                        | Norwegia           | Margreth Olin                                         |
| LUTY        | 2 lutego 2024        | Wielkie marzenia                                                    | Czechy             | Daniel Pánek                                          |
| LUTY        | 9 lutego 2024        | Dobrzy nieznajomi                                                   | Wielka Brytania    | Andrew Haigh                                          |
| LUTY        | 9 lutego 2024        | Emma i czarny jaguar                                                | Francja            | Gilles de Maistre                                     |
| LUTY        | 9 lutego 2024        | Jak ukradłem 100 milionów                                           | Polska             | Michał Węgrzyn                                        |
| LUTY        | 9 lutego 2024        | Miłość jak miód                                                     | Polska             | Maciej Migas                                          |
| LUTY        | 9 lutego 2024        | Opadające liście                                                    | Finlandia          | Aki Kaurismäki                                        |
| LUTY        | 9 lutego 2024        | Piękna katastrofa 2                                                 | Stany Zjednoczone  | Roger Kumble                                          |
| LUTY        | 9 lutego 2024        | Priscilla                                                           | Stany Zjednoczone  | Sofia Coppola                                         |
| LUTY        | 9 lutego 2024        | Setki bobrów                                                        | Stany Zjednoczone  | Mike Cheslik                                          |
| LUTY        | 16 lutego 2024       | Bob Marley: One Love                                                | Stany Zjednoczone  | Reinaldo Marcus Green                                 |
| LUTY        | 16 lutego 2024       | Bracia ze stali                                                     | Stany Zjednoczone  | Sean Durkin                                           |
| LUTY        | 16 lutego 2024       | Club Zero                                                           | Austria            | Jessica Hausner                                       |
| LUTY        | 16 lutego 2024       | Jajko czy kura?                                                     | Kanada             | Sébastien Gagné                                       |
| LUTY        | 16 lutego 2024       | Madame Web                                                          | Stany Zjednoczone  | S.J. Clarkson                                         |
| LUTY        | 16 lutego 2024       | Pianoforte                                                          | Polska             | Jakub Piątek                                          |
| LUTY        | 16 lutego 2024       | Sami swoi. Początek                                                 | Polska             | Artur Żmijewski                                       |
| LUTY        | 16 lutego 2024       | Ulthima Thule                                                       | Polska             | Klaudiusz Chrostowski                                 |
| LUTY        | 23 lutego 2024       | Anatomia upadku                                                     | Francja            | Justine Triet                                         |
| LUTY        | 23 lutego 2024       | Impresjoniści                                                       | Francja            | Martin Provost                                        |
| LUTY        | 23 lutego 2024       | Morskie diabły                                                      | Korea Południowa   | Kim Han-min                                           |
| LUTY        | 23 lutego 2024       | Pies i kot                                                          | Francja            | Reem Kherici                                          |
| LUTY        | 23 lutego 2024       | Vincent musi umrzeć                                                 | Francja            | Stéphan Castang                                       |
| LUTY        | 23 lutego 2024       | Zagadka Klary Muu                                                   | Norwegia           | Will Ashurst                                          |
| LUTY        | 23 lutego 2024       | Żegnajcie laleczki                                                  | Stany Zjednoczone  | Ethan Coen                                            |
| LUTY        | 29 lutego 2024       | Diuna: Część druga                                                  | Stany Zjednoczone  | Denis Villeneuve                                      |
| MARZEC      | 1 marca 2024         | Czasem myślę o umieraniu                                            | Stany Zjednoczone  | Rachel Lambert                                        |
| MARZEC      | 1 marca 2024         | Powołany 2                                                          | Polska             | Jan Sobierajski                                       |
| MARZEC      | 1 marca 2024         | Przeklęta woda                                                      | Stany Zjednoczone  | Bryce McGuire                                         |
| MARZEC      | 1 marca 2024         | Tylko nie ty                                                        | Stany Zjednoczone  | Will Gluck                                            |
| MARZEC      | 8 marca 2024         | 20 dni w Mariupolu                                                  | Ukraina            | Mstysław Czernow                                      |
| MARZEC      | 8 marca 2024         | Biała odwaga                                                        | Polska             | Marcin Koszałka                                       |
| MARZEC      | 8 marca 2024         | Królowa chaosu                                                      | Szwecja            | Christoffer Sandler                                   |
| MARZEC      | 8 marca 2024         | Kung Fu Panda 4                                                     | Stany Zjednoczone  | Mike Mitchell                                         |
| MARZEC      | 8 marca 2024         | Lepsze jutro                                                        | Włochy             | Nanni Moretti                                         |
| MARZEC      | 8 marca 2024         | Strefa interesów                                                    | Wielka Brytania    | Jonathan Glazer                                       |
| MARZEC      | 8 marca 2024         | Test na teściów                                                     | Francja            | Julien Hervé                                          |
| MARZEC      | 8 marca 2024         | Tyle co nic                                                         | Polska             | Grzegorz Dębowski                                     |
| MARZEC      | 15 marca 2024        | Bękart                                                              | Dania              | Nikolaj Arcel                                         |
| MARZEC      | 15 marca 2024        | Cztery córki                                                        | Tunezja            | Kaouther Ben Hania                                    |
| MARZEC      | 15 marca 2024        | Mean Girls                                                          | Stany Zjednoczone  | Samantha Jayne i Arturo Perez Jr.                     |
| MARZEC      | 15 marca 2024        | Miłość bez ostrzeżenia                                              | Stany Zjednoczone  | Rebecca Miller                                        |
| MARZEC      | 15 marca 2024        | Pewnego dnia powiemy sobie wszystko                                 | Niemcy             | Emily Atef                                            |
| MARZEC      | 15 marca 2024        | Pokój nauczycielski                                                 | Niemcy             | İlker Çatak                                           |
| MARZEC      | 15 marca 2024        | Urojenie                                                            | Stany Zjednoczone  | Jeff Wadlow                                           |
| MARZEC      | 15 marca 2024        | Za duży na bajki 2                                                  | Polska             | Kristoffer Rus                                        |
| MARZEC      | 21 marca 2024        | Budda. Dzieciak '98                                                 | Polska             | Krystian Kuczkowski i Budda                           |
| MARZEC      | 21 marca 2024        | Gdy rodzi się zło                                                   | Argentyna          | Demián Rugna                                          |
| MARZEC      | 22 marca 2024        | Coś w wodzie                                                        | Stany Zjednoczone  | Hayley Easton Street                                  |
| MARZEC      | 22 marca 2024        | Misjonarz                                                           | Stany Zjednoczone  | Amanda McBaine i Jesse Moss                           |
| MARZEC      | 22 marca 2024        | Norwegian Dream                                                     | Norwegia           | Leiv Igor Devold                                      |
| MARZEC      | 22 marca 2024        | Pamięć                                                              | Stany Zjednoczone  | Michel Franco                                         |
| MARZEC      | 28 marca 2024        | Godzilla i Kong: Nowe imperium                                      | Stany Zjednoczone  | Adam Wingard                                          |
| MARZEC      | 29 marca 2024        | Gwiazda Laury                                                       | Niemcy             | Joya Thome                                            |
| MARZEC      | 29 marca 2024        | Orlando – moja polityczna biografia                                 | Francja            | Paul B. Preciado                                      |
| KWIECIEŃ    | 5 kwietnia 2024      | Czerwone maki                                                       | Polska             | Krzysztof Łukaszewicz                                 |
| KWIECIEŃ    | 5 kwietnia 2024      | Czerwone niebo                                                      | Niemcy             | Christian Petzold                                     |
| KWIECIEŃ    | 5 kwietnia 2024      | Film dla kosmitów                                                   | Polska             | Piotr Stasik                                          |
| KWIECIEŃ    | 5 kwietnia 2024      | Kobieta z...                                                        | Polska             | Małgorzata Szumowska i Michał Englert                 |
| KWIECIEŃ    | 5 kwietnia 2024      | Omen: Początek                                                      | Stany Zjednoczone  | Arkasha Stevenson                                     |
| KWIECIEŃ    | 5 kwietnia 2024      | Pogromcy duchów: Imperium lodu                                      | Stany Zjednoczone  | Gil Kenan                                             |
| KWIECIEŃ    | 5 kwietnia 2024      | Szkoła magicznych zwierząt. Tajemnica szkolnego podwórka            | Niemcy             | Sven Unterwaldt Jr.                                   |
| KWIECIEŃ    | 5 kwietnia 2024      | Taniec lwa                                                          | Holandia           | Froukje Tan                                           |
| KWIECIEŃ    | 12 kwietnia 2024     | Civil War                                                           | Stany Zjednoczone  | Alex Garland                                          |
| KWIECIEŃ    | 12 kwietnia 2024     | Joika                                                               | Stany Zjednoczone  | James Napier Robertson                                |
| KWIECIEŃ    | 12 kwietnia 2024     | Lupin Trzeci: Zamek Cagliostro                                      | Japonia            | Hayao Miyazaki                                        |
| KWIECIEŃ    | 12 kwietnia 2024     | Perfect Days                                                        | Japonia            | Wim Wenders                                           |
| KWIECIEŃ    | 12 kwietnia 2024     | Rosalie                                                             | Francja            | Stéphanie Di Giusto                                   |
| KWIECIEŃ    | 12 kwietnia 2024     | Wariaci                                                             | Polska             | Jan Jakub Kolski                                      |
| KWIECIEŃ    | 19 kwietnia 2024     | Abigail                                                             | Stany Zjednoczone  | Matt Bettinelli-Olpin i Tyler Gillett                 |
| KWIECIEŃ    | 19 kwietnia 2024     | Anselm                                                              | Niemcy             | Wim Wenders                                           |
| KWIECIEŃ    | 19 kwietnia 2024     | Back to Black. Historia Amy Winehouse                               | Wielka Brytania    | Sam Taylor-Johnson                                    |
| KWIECIEŃ    | 19 kwietnia 2024     | Duch                                                                | Korea Południowa   | Lee Hae-yeong                                         |
| KWIECIEŃ    | 19 kwietnia 2024     | Latanie dla początkujących                                          | Islandia           | Hafsteinn Gunnar Sigurðsson                           |
| KWIECIEŃ    | 19 kwietnia 2024     | Podróż do Krainy Jutra                                              | Słowacja           | Peter Budinský                                        |
| KWIECIEŃ    | 19 kwietnia 2024     | Przysięga Ireny                                                     | Kanada             | Louise Archambault                                    |
| KWIECIEŃ    | 19 kwietnia 2024     | Spadająca gwiazda                                                   | Belgia             | Dominique Abel i Fiona Gordon                         |
| KWIECIEŃ    | 19 kwietnia 2024     | WinEverything                                                       | Polska             | Janusz Osiński                                        |
| KWIECIEŃ    | 26 kwietnia 2024     | Challengers                                                         | Stany Zjednoczone  | Luca Guadagnino                                       |
| KWIECIEŃ    | 26 kwietnia 2024     | Mój pies Artur                                                      | Stany Zjednoczone  | Simon Cellan Jones                                    |
| KWIECIEŃ    | 26 kwietnia 2024     | Niepokalana                                                         | Stany Zjednoczone  | Michael Mohan                                         |
| KWIECIEŃ    | 26 kwietnia 2024     | Spy × Family Code: White                                            | Japonia            | Kazuhiro Furuhashi i Takashi Katagiri                 |
| KWIECIEŃ    | 26 kwietnia 2024     | Władca mroku                                                        | Wielka Brytania    | William Brent Bell                                    |
| MAJ         | 3 maja 2024          | Gniazdo pająka                                                      | Australia          | Kiah Roache-Turner                                    |
| MAJ         | 3 maja 2024          | Kaskader                                                            | Stany Zjednoczone  | David Leitch                                          |
| MAJ         | 3 maja 2024          | Lato, kiedy go zabrakło                                             | Węgry              | György Mór Kárpáti                                    |
| MAJ         | 10 maja 2024         | Banel i Adama                                                       | Senegal            | Ramata-Toulaye Sy                                     |
| MAJ         | 10 maja 2024         | Królestwo Planety Małp                                              | Stany Zjednoczone  | Wes Ball                                              |
| MAJ         | 10 maja 2024         | Nic                                                                 | Dania              | Trine Piil Christensen i Seamus McNally               |
| MAJ         | 10 maja 2024         | Pod Starym Dębem                                                    | Wielka Brytania    | Ken Loach                                             |
| MAJ         | 10 maja 2024         | Supersiostry                                                        | Polska             | Maciej Barczewski                                     |
| MAJ         | 10 maja 2024         | Ucieczka ze zwierzowersum                                           | Australia          | Ricard Cussó                                          |
| MAJ         | 17 maja 2024         | Hit Man                                                             | Stany Zjednoczone  | Richard Linklater                                     |
| MAJ         | 17 maja 2024         | Horoskop                                                            | Stany Zjednoczone  | Spenser Cohen i Anna Halberg                          |
| MAJ         | 17 maja 2024         | Istoty fantastyczne                                                 | Stany Zjednoczone  | John Krasinski                                        |
| MAJ         | 17 maja 2024         | Monster                                                             | Japonia            | Hirokazu Koreeda                                      |
| MAJ         | 17 maja 2024         | Powoli                                                              | Litwa              | Marija Kavtaradze                                     |
| MAJ         | 17 maja 2024         | Susza 2: Force of Nature                                            | Stany Zjednoczone  | Robert Connolly                                       |
| MAJ         | 24 maja 2024         | Dzieci Amelii                                                       | Portugalia         | Gabriel Abrantes                                      |
| MAJ         | 24 maja 2024         | Fin del mundo?                                                      | Polska             | Piotr Dumała                                          |
| MAJ         | 24 maja 2024         | Furiosa: Saga Mad Max                                               | Australia          | George Miller                                         |
| MAJ         | 24 maja 2024         | Jutro będzie nasze                                                  | Włochy             | Paola Cortellesi                                      |
| MAJ         | 24 maja 2024         | Kolacja pożegnalna                                                  | Niemcy             | Lukas Nathrath                                        |
| MAJ         | 24 maja 2024         | Lars jest LOL                                                       | Norwegia           | Eirik Sæter Stordahl                                  |
| MAJ         | 24 maja 2024         | Strażniczka smoków                                                  | Hiszpania          | Salvador Simó i Jianping Li                           |
| MAJ         | 31 maja 2024         | Garfield                                                            | Stany Zjednoczone  | Mark Dindal                                           |
| MAJ         | 31 maja 2024         | Haikyu!! The Dumpster Battle                                        | Japonia            | Susumu Mitsunaka                                      |
| MAJ         | 31 maja 2024         | Jedno życie                                                         | Wielka Brytania    | James Hawes                                           |
| MAJ         | 31 maja 2024         | Puchatek: Krew i miód 2                                             | Wielka Brytania    | Rhys Frake-Waterfield                                 |
| MAJ         | 31 maja 2024         | Smak wolności                                                       | Ukraina            | Ołeksandr Berezan                                     |
| MAJ         | 31 maja 2024         | Wolni. Podróż do wnętrza                                            | Hiszpania          | Santos Blanco                                         |
| CZERWIEC    | 7 czerwca 2024       | Bad Boys: Ride or Die                                               | Stany Zjednoczone  | Adil El Arbi i Bilall Fallah                          |
| CZERWIEC    | 7 czerwca 2024       | Boonie Bears. Dzika przygoda                                        |                    | Leon Ding                                             |
| CZERWIEC    | 7 czerwca 2024       | Dancing Queen                                                       | Norwegia           | Aurora Gossé                                          |
| CZERWIEC    | 7 czerwca 2024       | Do usług szanownej pani                                             | Francja            | Gilles Legardinier                                    |
| CZERWIEC    | 7 czerwca 2024       | Jurek Maskonurek: Misja Puffinów                                    | Hiszpania          | Néstor F. Dennis                                      |
| CZERWIEC    | 7 czerwca 2024       | Lekcje tolerancji                                                   | Ukraina            | Arkadij Nepytaliuk                                    |
| CZERWIEC    | 7 czerwca 2024       | The Watchers                                                        | Stany Zjednoczone  | Ishana Shyamalan                                      |
| CZERWIEC    | 12 czerwca 2024      | W głowie się nie mieści 2                                           | Stany Zjednoczone  | Kelsey Mann                                           |
| CZERWIEC    | 14 czerwca 2024      | Do granic                                                           | Hiszpania          | Alejandro Rojas i Juan Sebastián Vasquez              |
| CZERWIEC    | 14 czerwca 2024      | Królestwo zwierząt                                                  | Francja            | Thomas Cailley                                        |
| CZERWIEC    | 14 czerwca 2024      | Obudź się                                                           | Polska             | Filip Dzierżawski                                     |
| CZERWIEC    | 21 czerwca 2024      | Arka Noego. Ahoj przygodo!                                          | Brazylia           | Alois di Leo i Sergio Machado                         |
| CZERWIEC    | 21 czerwca 2024      | Egzorcyzm                                                           | Stany Zjednoczone  | Joshua John Miller                                    |
| CZERWIEC    | 21 czerwca 2024      | Mój syn Ezra                                                        | Stany Zjednoczone  | Tony Goldwyn                                          |
| CZERWIEC    | 21 czerwca 2024      | Orzeł i reszta                                                      |                    | Dong Long i Nigel W. Tierney                          |
| CZERWIEC    | 21 czerwca 2024      | Pożeracz strachu                                                    | Szwecja            | Oskar Mellander                                       |
| CZERWIEC    | 21 czerwca 2024      | Sukienka Oskara                                                     | Niemcy             | Hüseyin Tabak                                         |
| CZERWIEC    | 21 czerwca 2024      | Tylko my dwoje                                                      | Francja            | Valérie Donzelli                                      |
| CZERWIEC    | 21 czerwca 2024      | Wake Up                                                             | Kanada             | François Simard, Anouk Whissell i Yoann-Karl Whissell |
| CZERWIEC    | 28 czerwca 2024      | Ciche miejsce: Dzień pierwszy                                       | Stany Zjednoczone  | Michael Sarnoski                                      |
| CZERWIEC    | 28 czerwca 2024      | Horyzont. Rozdział 1                                                | Stany Zjednoczone  | Kevin Costner                                         |
| CZERWIEC    | 28 czerwca 2024      | Kalki 2898 AD                                                       | Indie              | Nag Ashwin                                            |
| CZERWIEC    | 28 czerwca 2024      | The Royal Hotel                                                     | Australia          | Kitty Green                                           |
| CZERWIEC    | 28 czerwca 2024      | Wielka przygoda Niny                                                | Francja            | Alain Gagnol i Jean-Loup Felicioli                    |
| LIPIEC      | 5 lipca 2024         | Gru i Minionki: Pod przykrywką                                      | Stany Zjednoczone  | Chris Renaud                                          |
| LIPIEC      | 5 lipca 2024         | Humanitarna wampirzyca poszukuje osób chcących popełnić samobójstwo | Kanada             | Ariane Louis-Seize                                    |
| LIPIEC      | 5 lipca 2024         | MaXXXine                                                            | Stany Zjednoczone  | Ti West                                               |
| LIPIEC      | 5 lipca 2024         | Rozmowa                                                             | Stany Zjednoczone  | Francis Ford Coppola                                  |
| LIPIEC      | 5 lipca 2024         | Wieczór kawalerski                                                  | Polska             | Szymon Gonera                                         |
| LIPIEC      | 12 lipca 2024        | Kod zła                                                             | Stany Zjednoczone  | Osgood Perkins                                        |
| LIPIEC      | 12 lipca 2024        | Mars Express. Świat, który nadejdzie                                | Francja            | Jérémie Périn                                         |
| LIPIEC      | 12 lipca 2024        | Zabierz mnie na Księżyc                                             | Stany Zjednoczone  | Greg Berlanti                                         |
| LIPIEC      | 18 lipca 2024        | Twisters                                                            | Stany Zjednoczone  | Lee Isaac Chung                                       |
| LIPIEC      | 19 lipca 2024        | Blue Lock the Movie - Episode Nagi                                  | Japonia            | Shunsuke Ishikawa                                     |
| LIPIEC      | 19 lipca 2024        | Był sobie kot                                                       | Wielka Brytania    | Christopher Jenkins                                   |
| LIPIEC      | 19 lipca 2024        | Młodzi detektywi i zagadka nosorożca                                | Niemcy             | Mara Eibl-Eibesfeldt                                  |
| LIPIEC      | 19 lipca 2024        | Terapia dla par                                                     | Hiszpania          | Gerardo Herrero                                       |
| LIPIEC      | 19 lipca 2024        | W stronę słońca                                                     | Polska             | Agnieszka Kokowska                                    |
| LIPIEC      | 26 lipca 2024        | Deadpool & Wolverine                                                | Stany Zjednoczone  | Shawn Levy                                            |
| LIPIEC      | 26 lipca 2024        | Wredne liściki                                                      | Wielka Brytania    | Thea Sharrock                                         |
| LIPIEC      | 26 lipca 2024        | Zak i Wowo: Tropiciele magii                                        | Francja            | Philippe Duchêne i Jean-Baptiste Cuvelier             |
| SIERPIEŃ    | 2 sierpnia 2024      | Bamse - malutka przygoda wielkiego misia                            | Szwecja            | Christian Ryltenius                                   |
| SIERPIEŃ    | 2 sierpnia 2024      | Harold i magiczna kredka                                            | Stany Zjednoczone  | Carlos Saldanha                                       |
| SIERPIEŃ    | 2 sierpnia 2024      | Love Lies Bleeding                                                  | Wielka Brytania    | Rose Glass                                            |
| SIERPIEŃ    | 2 sierpnia 2024      | Mnich i karabin                                                     | Bhutan             | Pawo Choyning Dorji                                   |
| SIERPIEŃ    | 2 sierpnia 2024      | Nelly Rapp i sekret Mrocznego Lasu                                  | Szwecja            | Johan Rosell                                          |
| SIERPIEŃ    | 2 sierpnia 2024      | Pułapka                                                             | Stany Zjednoczone  | M. Night Shyamalan                                    |
| SIERPIEŃ    | 9 sierpnia 2024      | Borderlands                                                         | Stany Zjednoczone  | Eli Roth                                              |
| SIERPIEŃ    | 9 sierpnia 2024      | Dobry nauczyciel                                                    | Francja            | Teddy Lussi-Modeste                                   |
| SIERPIEŃ    | 9 sierpnia 2024      | Hrabia Monte Christo                                                | Francja            | Alexandre de La Patellière i Matthieu Delaporte       |
| SIERPIEŃ    | 9 sierpnia 2024      | It Ends with Us                                                     | Stany Zjednoczone  | Justin Baldoni                                        |
| SIERPIEŃ    | 9 sierpnia 2024      | Motocykliści                                                        | Stany Zjednoczone  | Jeff Nichols                                          |
| SIERPIEŃ    | 9 sierpnia 2024      | Stopmotion                                                          | Wielka Brytania    | Robert Morgan                                         |
| SIERPIEŃ    | 15 sierpnia 2024     | Obcy: Romulus                                                       | Stany Zjednoczone  | Fede Álvarez                                          |
| SIERPIEŃ    | 16 sierpnia 2024     | Alex Aligator                                                       | Szwecja            | Jenny Jokela                                          |
| SIERPIEŃ    | 16 sierpnia 2024     | Ja, kapitan                                                         | Włochy             | Matteo Garrone                                        |
| SIERPIEŃ    | 16 sierpnia 2024     | Łowcy przygód                                                       | Argentyna          | Gonzalo Gutierrez 'G.G.'                              |
| SIERPIEŃ    | 16 sierpnia 2024     | Panda i afrykańska banda                                            | Holandia           | Richard Claus i Karsten Kiilerich                     |
| SIERPIEŃ    | 16 sierpnia 2024     | Tatami                                                              | Gruzja             | Zar Amir Ebrahimi i Guy Nattiv                        |
| SIERPIEŃ    | 23 sierpnia 2024     | Czas Apokalipsy                                                     | Stany Zjednoczone  | Francis Ford Coppola                                  |
| SIERPIEŃ    | 23 sierpnia 2024     | Gwiazdy zawsze świecą dla nas                                       | Włochy             | Tiziano Russo                                         |
| SIERPIEŃ    | 23 sierpnia 2024     | Kruk                                                                | Stany Zjednoczone  | Rupert Sanders                                        |
| SIERPIEŃ    | 23 sierpnia 2024     | Kuchenna rewolucja                                                  | Stany Zjednoczone  | Joseph Schuman i Austin Stark                         |
| SIERPIEŃ    | 23 sierpnia 2024     | Moje lato z Carmen                                                  | Grecja             | Zacharias Mawroeidis                                  |
| SIERPIEŃ    | 23 sierpnia 2024     | Mrugnij dwa razy                                                    | Stany Zjednoczone  | Zoë Kravitz                                           |
| SIERPIEŃ    | 23 sierpnia 2024     | Nierozłączni                                                        | Francja            | Jérémie Degruson                                      |
| SIERPIEŃ    | 23 sierpnia 2024     | Wróbel                                                              | Polska             | Tomasz Gąssowski                                      |
| SIERPIEŃ    | 30 sierpnia 2024     | Bulion i inne namiętności                                           | Francja            | Trần Anh Hùng                                         |
| SIERPIEŃ    | 30 sierpnia 2024     | Eternal                                                             | Dania              | Ulaa Salim                                            |
| SIERPIEŃ    | 30 sierpnia 2024     | Maryja. Matka ludzkości                                             | Hiszpania          | Andrés Garrigó i Pablo Moreno                         |
| SIERPIEŃ    | 30 sierpnia 2024     | Ostatnie lato                                                       | Francja            | Catherine Breillat                                    |
| SIERPIEŃ    | 30 sierpnia 2024     | Strange Darling                                                     | Stany Zjednoczone  | J.T. Mollner                                          |
| WRZESIEŃ    | 6 września 2024      | Beetlejuice Beetlejuice                                             | Stany Zjednoczone  | Tim Burton                                            |
| WRZESIEŃ    | 6 września 2024      | Ozi: Głos deszczowego lasu                                          | Wielka Brytania    | Tim Harper                                            |
| WRZESIEŃ    | 6 września 2024      | Potworna rodzinka                                                   | Włochy             | Volfango De Biasi                                     |
| WRZESIEŃ    | 6 września 2024      | Rodzaje życzliwości                                                 | Irlandia           | Jorgos Lantimos                                       |
| WRZESIEŃ    | 13 września 2024     | Bestia                                                              | Francja            | Bertrand Bonello                                      |
| WRZESIEŃ    | 13 września 2024     | Lee. Na własne oczy                                                 | Stany Zjednoczone  | Ellen Kuras                                           |
| WRZESIEŃ    | 13 września 2024     | Leonardo Odkrywca                                                   | Stany Zjednoczone  | Jim Capobianco                                        |
| WRZESIEŃ    | 13 września 2024     | Nie mów zła                                                         | Stany Zjednoczone  | James Watkins                                         |
| WRZESIEŃ    | 13 września 2024     | Niepewność. Zakochany Mickiewicz                                    | Polska             | Waldemar Szarek                                       |
| WRZESIEŃ    | 13 września 2024     | Picasso. Buntownik w Paryżu                                         | Włochy             | Simona Risi                                           |
| WRZESIEŃ    | 13 września 2024     | Wytłumaczenie wszystkiego                                           | Węgry              | Gábor Reisz                                           |
| WRZESIEŃ    | 20 września 2024     | Another End                                                         | Włochy             | Piero Messina                                         |
| WRZESIEŃ    | 20 września 2024     | The Birthday Party: Bunt w niebie                                   | Australia          | Ian White                                             |
| WRZESIEŃ    | 20 września 2024     | Cień komendanta                                                     | Stany Zjednoczone  | Daniela Volker                                        |
| WRZESIEŃ    | 20 września 2024     | Drużyna A(A)                                                        | Polska             | Daniel Jaroszek                                       |
| WRZESIEŃ    | 20 września 2024     | Hamlet                                                              | Wielka Brytania    | Sean Mathias                                          |
| WRZESIEŃ    | 20 września 2024     | Mascarpone 2: Tęczowy tort                                          | Włochy             | Alessandro Guida                                      |
| WRZESIEŃ    | 20 września 2024     | Razem z przypadku                                                   | Macedonia Północna | Goran Stolewski                                       |
| WRZESIEŃ    | 20 września 2024     | Substancja                                                          | Stany Zjednoczone  | Coralie Fargeat                                       |
| WRZESIEŃ    | 20 września 2024     | Transformers: Początek                                              | Stany Zjednoczone  | Josh Cooley                                           |
| WRZESIEŃ    | 27 września 2024     | Aftermath. Most w ogniu                                             | Stany Zjednoczone  | Patrick Lussier                                       |
| WRZESIEŃ    | 27 września 2024     | Akademia Magii                                                      | Australia          | Mark Gravas                                           |
| WRZESIEŃ    | 27 września 2024     | Dzikie serce                                                        | Niemcy             | Markus Dietrich                                       |
| WRZESIEŃ    | 27 września 2024     | Idź pod prąd                                                        | Polska             | Wiesław Paluch                                        |
| WRZESIEŃ    | 27 września 2024     | Las                                                                 | Polska             | Lidia Duda                                            |
| WRZESIEŃ    | 27 września 2024     | Marcello Mio                                                        | Francja            | Christophe Honoré                                     |
| WRZESIEŃ    | 27 września 2024     | Nie obiecujcie sobie zbyt wiele po końcu świata                     | Rumunia            | Radu Jude                                             |
| WRZESIEŃ    | 27 września 2024     | Reagan                                                              | Stany Zjednoczone  | Sean McNamara                                         |
| WRZESIEŃ    | 27 września 2024     | Rzeczy niezbędne                                                    | Polska             | Kamila Tarabura                                       |
| PAŹDZIERNIK | 4 października 2024  | Joker: Folie à deux                                                 | Stany Zjednoczone  | Todd Phillips                                         |
| PAŹDZIERNIK | 4 października 2024  | Smok Diplodok                                                       | Polska             | Wojciech Wawszczyk                                    |
| PAŹDZIERNIK | 8 października 2024  | Oldboy                                                              | Korea Południowa   | Park Chan-wook                                        |
| PAŹDZIERNIK | 11 października 2024 | Andy Warhol. Amerykański sen                                        | Słowacja           | Lubomir Slivka                                        |
| PAŹDZIERNIK | 11 października 2024 | Armand                                                              | Norwegia           | Halfdan Ullmann Tøndel                                |
| PAŹDZIERNIK | 11 października 2024 | Dziki robot                                                         | Stany Zjednoczone  | Chris Sanders                                         |
| PAŹDZIERNIK | 11 października 2024 | Game On                                                             | Holandia           | Roy Poortmans                                         |
| PAŹDZIERNIK | 11 października 2024 | Kulej. Dwie strony medalu                                           | Polska             | Xawery Żuławski                                       |
| PAŹDZIERNIK | 11 października 2024 | My, nasze zwierzęta i wojna                                         | Ukraina            | Anton Ptuszkin                                        |
| PAŹDZIERNIK | 11 października 2024 | Pod wulkanem                                                        | Polska             | Damian Kocur                                          |
| PAŹDZIERNIK | 11 października 2024 | Randka w ciemno                                                     | Stany Zjednoczone  | Anna Kendrick                                         |
| PAŹDZIERNIK | 11 października 2024 | Terrifier 3                                                         | Stany Zjednoczone  | Damien Leone                                          |
| PAŹDZIERNIK | 18 października 2024 | The Dead Don't Hurt                                                 | Kanada             | Viggo Mortensen                                       |
| PAŹDZIERNIK | 18 października 2024 | Mój przyjaciel pingwin                                              | Stany Zjednoczone  | David Schurmann                                       |
| PAŹDZIERNIK | 18 października 2024 | Sezony                                                              | Polska             | Michał Grzybowski                                     |
| PAŹDZIERNIK | 18 października 2024 | Uśmiechnij się 2                                                    | Stany Zjednoczone  | Parker Finn                                           |
| PAŹDZIERNIK | 18 października 2024 | Wanda Rutkiewicz. Ostatnia wyprawa                                  | Polska             | Eliza Kubarska                                        |
| PAŹDZIERNIK | 18 października 2024 | Wrooklyn Zoo                                                        | Polska             | Krzysztof Skonieczny                                  |
| PAŹDZIERNIK | 18 października 2024 | Wybraniec                                                           | Kanada             | Ali Abbasi                                            |
| PAŹDZIERNIK | 25 października 2024 | Dahomej                                                             | Senegal            | Mati Diop                                             |
| PAŹDZIERNIK | 25 października 2024 | Daj mi szansę                                                       | Francja            | Jean-Pierre Améris                                    |
| PAŹDZIERNIK | 25 października 2024 | Demon                                                               | Australia          | Steven Boyle                                          |
| PAŹDZIERNIK | 25 października 2024 | Elli i ekipa straszaków                                             | Niemcy             | Piet De Rycker i Jesper Møller                        |
| PAŹDZIERNIK | 25 października 2024 | Emma Odważna                                                        | Stany Zjednoczone  | Leo Lewis Liao                                        |
| PAŹDZIERNIK | 25 października 2024 | Megalopolis                                                         | Stany Zjednoczone  | Francis Ford Coppola                                  |
| PAŹDZIERNIK | 25 października 2024 | My Hero Academia: You're Next                                       | Japonia            | Tensai Okamura                                        |
| PAŹDZIERNIK | 25 października 2024 | Ojciec roku                                                         | Stany Zjednoczone  | Hallie Meyers-Shyer                                   |
| PAŹDZIERNIK | 25 października 2024 | Quo Vadis                                                           | Wielka Brytania    | Anira Wojan i Roy Sukankan                            |
| PAŹDZIERNIK | 25 października 2024 | U Pana Boga w Królowym Moście                                       | Polska             | Jacek Bromski                                         |
| PAŹDZIERNIK | 25 października 2024 | Venom 3: Ostatni taniec                                             | Stany Zjednoczone  | Kelly Marcel                                          |
| PAŹDZIERNIK | 25 października 2024 | Wspomnienia płonącego ciała                                         | Kostaryka          | Antonella Sudasassi Furniss                           |
| PAŹDZIERNIK | 31 października 2024 | Cisza nocna                                                         | Polska             | Bartosz M. Kowalski                                   |
| PAŹDZIERNIK | 31 października 2024 | Grzyby                                                              | Polska             | Paweł Borowski                                        |
| LISTOPAD    | 1 listopada 2024     | Diabelski młyn                                                      | Szwecja            | Simon Sandquist                                       |
| LISTOPAD    | 1 listopada 2024     | Dwór cieni                                                          | Niemcy             | Guido Tölke                                           |
| LISTOPAD    | 1 listopada 2024     | Hellboy: Wzgórza nawiedzonych                                       | Stany Zjednoczone  | Brian Taylor                                          |
| LISTOPAD    | 1 listopada 2024     | Opowieści Franka                                                    | Niemcy             | Johannes Schmid                                       |
| LISTOPAD    | 1 listopada 2024     | Relikt                                                              | Australia          | Natalie Erika James                                   |
| LISTOPAD    | 1 listopada 2024     | Rozgrzeszenie                                                       | Stany Zjednoczone  | Hans Petter Moland                                    |
| LISTOPAD    | 1 listopada 2024     | Stereoskop                                                          | Stany Zjednoczone  | Lena Tsodykovskaya                                    |
| LISTOPAD    | 7 listopada 2024     | Listy do M. Pożegnania i powroty                                    | Polska             | Łukasz Jaworski                                       |
| LISTOPAD    | 8 listopada 2024     | Czerwona Jedynka                                                    | Stany Zjednoczone  | Jake Kasdan                                           |
| LISTOPAD    | 8 listopada 2024     | Imago                                                               | Polska             | Olga Chajdas                                          |
| LISTOPAD    | 8 listopada 2024     | Konklawe                                                            | Wielka Brytania    | Edward Berger                                         |
| LISTOPAD    | 8 listopada 2024     | Koński ogon                                                         | Polska             | Justyna Łuczaj                                        |
| LISTOPAD    | 8 listopada 2024     | Moje ulubione ciasto                                                |                    | Maryam Moghadam i Behtash Sanaeeha                    |
| LISTOPAD    | 8 listopada 2024     | Nieumarli                                                           | Norwegia           | Thea Hvistendahl                                      |
| LISTOPAD    | 8 listopada 2024     | Overlord: The Sacred Kingdom                                        | Japonia            | Naoyuki Itô                                           |
| LISTOPAD    | 8 listopada 2024     | Prawdziwy ból                                                       | Stany Zjednoczone  | Jesse Eisenberg                                       |
| LISTOPAD    | 8 listopada 2024     | Super/Man: Historia Christophera Reeve’a                            | Stany Zjednoczone  | Ian Bonhôte i Peter Ettedgui                          |
| LISTOPAD    | 15 listopada 2024    | Giacometti                                                          | Szwajcaria         | Susanna Fanzun                                        |
| LISTOPAD    | 15 listopada 2024    | Gladiator II                                                        | Wielka Brytania    | Ridley Scott                                          |
| LISTOPAD    | 15 listopada 2024    | Naturalna dzikość serca                                             | Norwegia           | Silje Evensmo Jacobsen                                |
| LISTOPAD    | 15 listopada 2024    | Paddington w Peru                                                   | Wielka Brytania    | Dougal Wilson                                         |
| LISTOPAD    | 15 listopada 2024    | Pod skórą                                                           | Wielka Brytania    | Jonathan Glazer                                       |
| LISTOPAD    | 15 listopada 2024    | Zła nie ma                                                          | Japonia            | Ryūsuke Hamaguchi                                     |
| LISTOPAD    | 21 listopada 2024    | Rok z życia kraju                                                   | Polska             | Tomasz Wolski                                         |
| LISTOPAD    | 22 listopada 2024    | Anora                                                               | Stany Zjednoczone  | Sean Baker                                            |
| LISTOPAD    | 22 listopada 2024    | Heretyk                                                             | Stany Zjednoczone  | Scott Beck i Bryan Woods                              |
| LISTOPAD    | 22 listopada 2024    | Kolonia nr 5                                                        | Francja            | Ladj Ly                                               |
| LISTOPAD    | 22 listopada 2024    | List do Świętego Mikołaja                                           | Hiszpania          | Joaquín Mazón                                         |
| LISTOPAD    | 22 listopada 2024    | Milionerzy                                                          | Francja            | Romain Choay i Maxime Govare                          |
| LISTOPAD    | 22 listopada 2024    | Simona Kossak                                                       | Polska             | Adrian Panek                                          |
| LISTOPAD    | 22 listopada 2024    | Veni Vidi Vici                                                      | Austria            | Daniel Hoesl i Julia Niemann                          |
| LISTOPAD    | 27 listopada 2024    | Vaiana 2                                                            | Stany Zjednoczone  | Dave Derrick Jr.                                      |
| LISTOPAD    | 29 listopada 2024    | Diabeł                                                              | Polska             | Błażej Jankowiak                                      |
| LISTOPAD    | 29 listopada 2024    | Kąpiel diabła                                                       | Austria            | Veronika Franz i Severin Fiala                        |
| LISTOPAD    | 29 listopada 2024    | Kneecap. Hip-hopowa rewolucja                                       | Irlandia           | Rich Peppiatt                                         |
| LISTOPAD    | 29 listopada 2024    | Minghun                                                             | Polska             | Jan P. Matuszyński                                    |
| LISTOPAD    | 29 listopada 2024    | Trefliki ratują święta                                              | Polska             | Piotr Ficner                                          |
| LISTOPAD    | 29 listopada 2024    | Weekend w Tajpej                                                    | Francja            | George Huang                                          |
| GRUDZIEŃ    | 5 grudnia 2024       | sanah NA STADIONACH                                                 | Polska             | Krystian Kuczkowski                                   |
| GRUDZIEŃ    | 6 grudnia 2024       | Beezel                                                              | Stany Zjednoczone  | Aaron Fradkin                                         |
| GRUDZIEŃ    | 6 grudnia 2024       | Drzewa milczą                                                       | Polska             | Agnieszka Zwiefka                                     |
| GRUDZIEŃ    | 6 grudnia 2024       | Elfy ratują święta                                                  | Stany Zjednoczone  | Cory Morrison                                         |
| GRUDZIEŃ    | 6 grudnia 2024       | Kina i Yuk                                                          | Francja            | Guillaume Maidatchevsky                               |
| GRUDZIEŃ    | 6 grudnia 2024       | Lany poniedziałek                                                   | Polska             | Justyna Mytnik                                        |
| GRUDZIEŃ    | 6 grudnia 2024       | Renifer Niko i zaginione sanie Mikołaja                             | Finlandia          | Kari Juusonen i Jørgen Lerdam                         |
| GRUDZIEŃ    | 6 grudnia 2024       | Strefa                                                              | Stany Zjednoczone  | George Nolfi                                          |
| GRUDZIEŃ    | 6 grudnia 2024       | Trzy kilometry do końca świata                                      | Rumunia            | Emanuel Pârvu                                         |
| GRUDZIEŃ    | 6 grudnia 2024       | Wicked                                                              | Stany Zjednoczone  | Jon M. Chu                                            |
| GRUDZIEŃ    | 13 grudnia 2024      | Beating Hearts                                                      | Francja            | Gilles Lellouche                                      |
| GRUDZIEŃ    | 13 grudnia 2024      | Błazny                                                              | Polska             | Gabriela Muskała                                      |
| GRUDZIEŃ    | 13 grudnia 2024      | Dziki diament                                                       | Francja            | Agathe Riedinger                                      |
| GRUDZIEŃ    | 13 grudnia 2024      | Kosmiczna wiadomość                                                 | Niemcy             | Felix Binder                                          |
| GRUDZIEŃ    | 13 grudnia 2024      | Kraven Łowca                                                        | Stany Zjednoczone  | J.C. Chandor                                          |
| GRUDZIEŃ    | 13 grudnia 2024      | Pierniczek okrutniczek                                              | Stany Zjednoczone  | Charles Band                                          |
| GRUDZIEŃ    | 13 grudnia 2024      | Solo Leveling -ReAwakening-                                         | Japonia            | Shunsuke Nakashige                                    |
| GRUDZIEŃ    | 13 grudnia 2024      | Władca Pierścieni: Wojna Rohirrimów                                 | Stany Zjednoczone  | Kenji Kamiyama                                        |
| GRUDZIEŃ    | 20 grudnia 2024      | Kacper i Emma. Tajemnica Atlantydy                                  | Norwegia           | Marianne Sand                                         |
| GRUDZIEŃ    | 20 grudnia 2024      | Mufasa: Król lew                                                    | Stany Zjednoczone  | Barry Jenkins                                         |
| GRUDZIEŃ    | 20 grudnia 2024      | Saint-Exupéry. Zanim powstał "Mały Książę"                          | Francja            | Pablo Agüero                                          |
| GRUDZIEŃ    | 25 grudnia 2024      | Święta noc                                                          | Polska             | Jarosław Banaszek                                     |
| GRUDZIEŃ    | 25 grudnia 2024      | To nie mój film                                                     | Polska             | Maria Zbąska                                          |
| GRUDZIEŃ    | 27 grudnia 2024      | Agent szczęścia                                                     | Bhutan             | Arun Bhattarai i Dorottya Zurbó                       |
| GRUDZIEŃ    | 27 grudnia 2024      | Crossing                                                            | Szwecja            | Levan Akin                                            |
| GRUDZIEŃ    | 27 grudnia 2024      | Here. Poza czasem                                                   | Stany Zjednoczone  | Robert Zemeckis                                       |
| GRUDZIEŃ    | 27 grudnia 2024      | Pozdrowienia z Marsa                                                | Niemcy             | Sarah Winkenstette                                    |
| GRUDZIEŃ    | 27 grudnia 2024      | W pokoju obok                                                       | Hiszpania          | Pedro Almodóvar                                       |
| GRUDZIEŃ    | 27 grudnia 2024      | Zima Mamy Mu                                                        | Szwecja            | Christian Ryltenius                                   |
| GRUDZIEŃ    | 27 grudnia 2024      | Złowrogi                                                            | Stany Zjednoczone  | Chuck Konzelman i Cary Solomon                        |